# Atheta remulsa
Atheta remulsa är en skalbaggsart som beskrevs av Thomas Casey 1910. Atheta remulsa ingår i släktet Atheta och familjen kortvingar. Inga underarter finns listade i Catalogue of Life.